# Cerura rosea
Cerura rosea är en fjärilsart som beskrevs av Alexander Schintlmeister 1993. Cerura rosea ingår i släktet Cerura och familjen tandspinnare. Inga underarter finns listade i Catalogue of Life.